# Едмунд Вайс
Едмунд Вайс (нім. Edmund Weiss; 26 серпня 1837, Єсеник, Австрійська Сілезія — 21 червня 1917, Відень) — австрійський та німецький астроном.

## Біографія
Едмунд Вайс народився 26 серпня 1837 року в місті Єсеник, Австрійська Сілезія (тепер Чеська Сілезія). 1855 року він поступив до Віденського університету, вивчав астрономію, математику та фізику. Через п'ять років він отримав ступінь доктора, 1869 року він став професором. В 1878 році він став директором Віденської обсерваторії, після смерті Карла Літрова.
1868 року він висловив ідею (протилежну до думки італійського астронома Джованні Скіапареллі), що метеоритні потоки є наслідком поступового руйнування комет припливними силами.
Помер 21 червня 1917 року у Відні. На його честь названо кратер на Місяці.